# 北極圈科學博物館

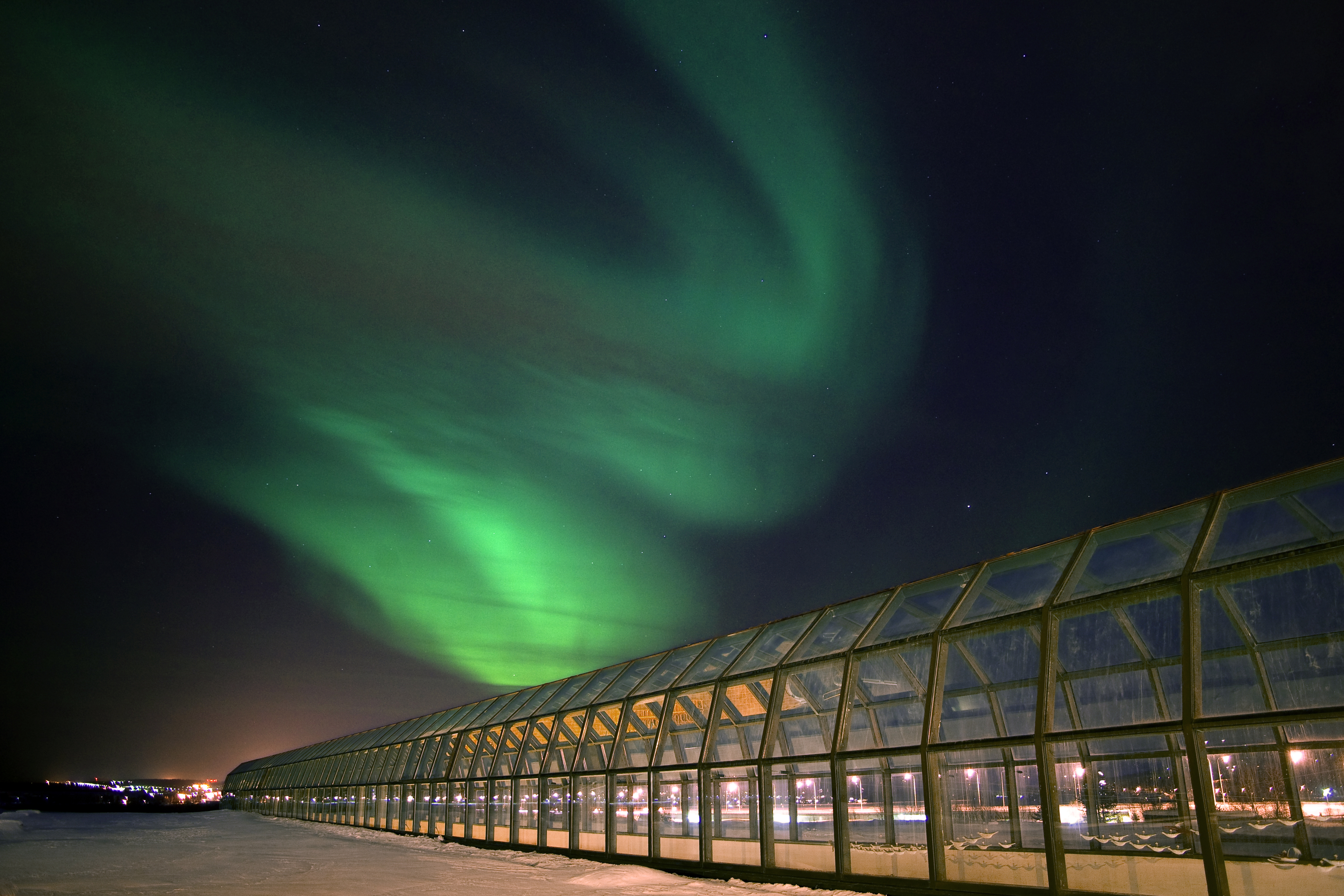
北极光下的北极圈科学博物馆

北極圈科學博物館（Arktikum Science Museum）是位於芬蘭羅瓦涅米的一座博物館和科學中心。北極圈科學博物館也是一個旅遊景點，並且也用來舉辦會議，還有咖啡廳和圖書館服務。北極圈科學博物館內部分為北極中心和拉普蘭省博物館兩個部分。北極圈科學博物館在1992年12月6日開始對公眾開放。

### 交通
地址：Pohjoisranta 4，96200 Rovaniemi